# Espérance (Glücksspiel)

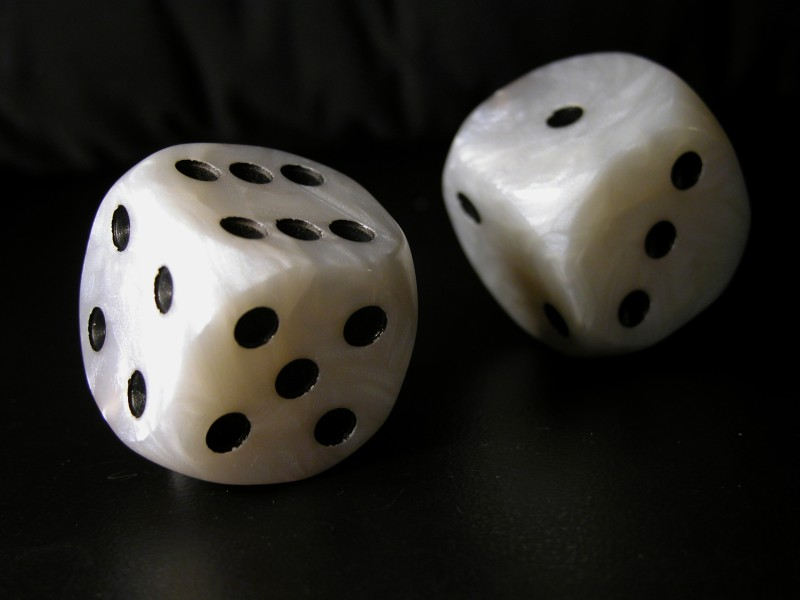
Spielwürfel

Espérance (franz. für „Hoffnung“) ist ein historisches Glücksspiel mit zwei Würfeln für zwei oder mehr Personen. Espérance wurde auf der Liste verbotener Spiele des k.u.k. Justizministeriums von 1904 als Esperanz angeführt. Weitere Namen des Spiels sind Hoffnungsspiel oder Drei-Pasch.

## Die Regeln
Jeder Spieler erhält zu Beginn die gleiche Anzahl an Spielmarken, gewöhnlich zwölf oder vierundzwanzig; in der Mitte des Tisches befindet sich eine Tasse, in die entsprechend den Würfen Marken einbezahlt werden.
- Wer einen Pasch wirft, bezahlt nichts und bekommt auch nichts, er darf aber nochmals werfen, und wer drei Pasche hintereinander wirft, zieht ein, was in der Tasse steht – daher auch der Name Drei-Pasch – und das Spiel endet.
- Wer eine Sechs wirft, setzt eine Marke in die Tasse (Poule).
- Wer eine Eins wirft, gibt dem linken Nachbar eine Marke.
- Hat ein Spieler nur noch eine Marke und wirft er eine Sechs und eine Eins, so zahlt er die eine Marke in die Poule, d. h. die Zahlung an die Kasse hat Vorrang vor der Zahlung an den linken Nachbar.
- Zwei Einsen oder zwei Sechsen gelten als Pasch und werden nicht gestraft, d. h. der Spieler braucht nichts zu zahlen und darf weiter würfeln.
- Ist weder eine Eins, noch eine Sechs, noch ein Pasch geworfen, gehen die Würfel rechts weiter.
- Wer keine Marke mehr hat, ist tot und wirft nicht mehr; jedoch kann er wieder eintreten, sobald sein rechter Nachbar eine Eins wirft.
- Hat ein Spieler noch Marken und die anderen sämtlich keine mehr, so nimmt er den Inhalt der Tasse. D. h. Wird die Kasse nicht durch einen Drei-Pasch gesprengt (gewonnen) und haben alle Spieler bis auf einen all ihre Spielmarken verloren, so endet das Spiel und der verbleibende Spieler gewinnt den Inhalt der Kasse.